# Organosilicijumska jedinjenja
Organosilicijumska jedinjenja su organometalna jedinjenja koja sadrže ugljenik–silicijum veze. Organosilicijumska hemija je korespondirajuća nauka koja se bavi njihovom pripremom i svojstvima. Većina organosilicijumskih jedinjenja je slična običnim organskim jedinjenjima. Ona su bezbojna, zapaljiva, hidrofobna, i stabilna na vazduhu. Silicijum karbid je neorgansko jedinjenje.

## Pojava i primene
Organosilicijumska jedinjenja su široko zastupljena u komercijalnim proizvodima. Najčešće su prisutni u zaptivnim masama, punjačima pukotina, lepkovima i premazima napravljenim od silikona. Druge važne forme upotrebe se javljaju u poljoprivredim sredstvima za kontrolu biljaka, kao što su herbicidi i fungicidi.

### Biologija i medicina
Veze uglenika i silicijuma se ne javljaju u biologiji. Silikati se s druge strane javljaju u diatomima. Silafluofen je organosilicijumsko jedinjenje koje funkcioniše kao piretroidni insekticid. Nekoliko organosilicijumskih jedinjenja je istraživano za moguću primenu u farmaceutske svrhe.

## Svojstva Si–C, Si–O, i Si–F veza
Kod većine organosilicijumskih jedinjenja, Si je tetravalentan sa tetraedralnom molekulskom geometrijom. Ugljenik–silicijum veze u poređenju sa ugljenik–ugljenik vezama su duže (186 pm vs. 154 pm) i slabije sa energijom disocijacije veze od 451 kJ/mol vs. 607 kJ/mol.  veza je donekle polarizovana ka ugljeniku usled ugljenikove veće elektronegativnosti (C 2,55 vs Si 1,90). Si–C veza se može lakše razložiti od tipičnih C–C veza. Jedna manifestacija polarizacije veza u organosilanima je javlja u reakciji Sukuraja. Pojedini alkil silani se mogu oksidovati do alkohola u Fleming–Tamao oksidaciji.
Još jedna manifestacija je β-silicijumski efekat kojim se opisuje stabilizacioni efekat β-silicijumskog atoma na karbokatjon sa mnoštvom implikacija za reaktivnost.
Si–O veze su mnogo jače (809 kJ/mol vs. 538 kJ/mol) od tipične C–O jednostruke veze. Povoljnost formiranja Si–O veza se koristi u mnoštvu organskih reakcija, kao što su Brukovo preuređivanje i Petersonova olefinacija. U poređenju sa jakom Si–O vezom, Si–F je još jača.

## Priprema
Prvo organosilicijumsko jedinjenje, tetraetilsilan, su pripremili Šarl Fridel i Džejms Krafts 1863. godine reakcijom tetrahlorosilana sa dietilcinkom.
Većina organosilicijumskih jedinjenja je izvedena iz organosilicijumskih hlorida . Ti hloridi se proizvode putem direktnog procesa, koji obuhvata reakciju metil hlorida sa silicijum-bakarnom legurom. Glavni i najtraženiji proizvod je dimetildihlorosilan:
Razni drugi proizvodi se formiraju, uključujući trimetilsilil hlorid i metiltrihlorosilan. Oko milion tona organosilicijumskih jedinjenja se pripremi godišnje na ovaj način. Ovaj metod se isto tako može koristiti za fenil hlorosilane.

### Hidrosililacija
Pored direktnog procesa, drugi glavni metod za formiranje Si-C veza je hidrosililacija (koja se naziva i hidrosilacijom). U ovom procesu, jedinjenja sa Si-H vezama (hidrosilani) se dodaju na nezasićene supstrate. Komercijalno, glavni supstrati su alkeni. Druge nezasićene funkcionalne grupe su alkini, imini, ketoni, i aldehidi. Jedan primer ovog pristupa je hidrosilacija fenilacetilena:
Hidrosililacija se odvija u prisustvu metalnih katalizatora, posebno onih baziranih na platinskog grupi metala.
U srodnom pristupu sililmetalacije, metal zamenjuje atom vodonika.

## Funkcionalne grupe
Silicijum je komponenta mnogih funkcionalnih grupa. Većina njih je analogna sa organskim jedinjenjima. Najvažniji izuzetak je retkost višestrukih veza na silicijumu, u skladu sa pravilom dvostruke veze.

### Silanoli, siloksidi, i siloksani
Silanoli su analogni alkoholima. Oni se generalno pripremaju hidrolizom silil hlorida:
Ponekad se za pripremu silanola koristi oksidacija silil hidrida, reakcija koja koristi metalni katalizator:
Mnogi silanoli su izolovani, uključujući  i . Oni su oko 500x kiseliji od korespodirajućih alkohola. Siloksidi su deprotonisani derivati silanola:
Silanoli imaju tendenciju podleganja dehidrataciji, čime se formiraju siloksani:
Polimeri sa ponavljajućim siloksanskim vezama se nazivaju silikonima. Jedinjenja sa Si=O dvostrukom, vezom zvana silanoni, ekstremno su nestabilna.

### Silil etri
Silil etri poseduju povezivanje: Si-O-C. Oni se tipično pripremaju reakcijom alkohola sa silil hloridima:
Silil etri se ekstenzivno koriste kao zaštitne grupe za alkohole.
Koristeći jačinu Si-F veze, floridni izvori kao što je tetra-n-butilamonijum fluorid (TBAF) se koriste u deprotekciji silil etara:

### Silil hloridi
Organosilil hloridi su važne prodajne hemikalije. Oni se uglavnom koriste za produkciju silikonskih polimera, kao što je gore opisano. Posebno važni silil hloridi su dimetildihlorosilan, metiltrihlorosilan, i trimetilsilil hlorid. Specijalizovaniji derivati koji nalaze komercijalne primene su: dihlorometilfenilsilan, trihloro(hlorometil)silan, trihloro(dihlorofenil)silan, trihloroetilsilan, i feniltrihlorosilan.
Organosilicijumska jedinjenja su u širokoj upotrebi u organskoj sintezi. Trimetilsilil hlorid  je glavni silicioni agens. Jedan klasični metod, pod imenom rakcija plavljenja, koji se koristi za sintezu te klase jedinjenja je zagrevanje heksaalkildisiloksana  sa koncentrovanom sumpornom kiselinom i natrijum halidom.

### Silil hidridi
Veza silicijuma i vodonika je duža od C–H veze (148 vs. 105 pm), i slabija je (299 vs. 338 kJ/mol). Vodonik je u većoj meri elektronegativan od silicijuma, iz čega proizilazi imenska konvencija silil hidridi. Često se prisustvo hidrida ne pominje u imenu jedinjenja. Trietilsilan ima formulu . Fenilsilan je . Roditeljsko jedinjenje  se naziva silan.

### Sileni
Organosilicijumska jedinjenja, za razliku od njihovih ugljeničnih ekvivalenata, nemaju bogatu hemiju dvostrukih veza. Jedinjenja sa silenskim Si=C vezama (takođe poznatim kao alkilidensilani) su laboratorijski kurioziteti, kao što je silicijumski benzenski analog silabenzen. Godine 1967, Gusel'nikov i Flovers su pružili prve dokaze postojanja silena pirolizom dimetilsilaciklobutana. Prvi stabilni (kinetički zaštićen) silen je objavio Bruk 1981. godine.
Disileni imaju Si=Si dvostruke veze, a disilini su silicijumski analozi alkina. Prvi silin (sa trostrukom vezom između silicijuma i ugljenika) je objavljen 2010. godine.

### Siloli
Siloli, ili silaciklopentadieni, su članovi veće klase jedinjenja zvane metaloli. Oni su silicijumski analozi ciklopentadiena. Postoji izvestan akademski interas u ovu klasu jedinjenja zbog njihove elektroluminiscencije i drugih elektronskih svojstava. Siloli efikasno transportuju elektrone. Njihova nisko ležeća LUMO je posledica povoljne interakcije između antivezujuće sigma silicijumske orbitale sa antivezujućom pi orbitalom butadienskog fragmenta.

### Hiperkoordinirani silicijum
Za razliku od ugljenika, cilicijumska jedinjenja mogu da budu koordinisana do pet atoma, kao i grupa jedinjenja u opsegu od takozvanih silatrana, kao što je fenilsilatran, do jedinstveno stabilnog pentaorganosilikata:
Stabilnost hipervalentnog silicijuma je osnova Hijaminog sprezanja, reakcije sprezanja koja se koristi za pojedine specijalizovane primene. Reakcija počinje aktivacijom Si-C veze fluoridom: 

## Razne reakcije
Pojedini alil silani se mogu pripemiti iz alilnih estara, kao što je 1 i monosililbakarnih jedinjenja, kao što je 2.
U ovom reakcionom tipu polarnost silicijuma je revertovana u hemijskoj vezi sa cinkom i dolazi do formalne alilne supstitucije na benzoiloksi grupi.

## Uticaj na okolinu
Organosilicijumska jedinjenja utiču na imuno izražavanje pčela (i drugih insekata), čineći ih podložnijim na viralne infekcije.